# Weltmeisterschaften der Rhythmischen Sportgymnastik 2001
Die 24. Weltmeisterschaften der Rhythmischen Sportgymnastik fanden 2001 in Madrid, Spanien statt.

## Ergebnisse

### Mehrkampf-Einzel
| Rang | Nation    | Athletin          |
| ---- | --------- | ----------------- |
| 1    | Ukraine   | Tamara Jerofejewa |
| 2    | Bulgarien | Simona Pejtschewa |
| 3    | Ukraine   | Hanna Bessonowa   |

### Mehrkampf-Mannschaft
| Rang | Nation    | Athletin                                               |
| ---- | --------- | ------------------------------------------------------ |
| 1    | Ukraine   | Tamara Jerofejewa Olena Dzyubschuk Hanna Bessonowa     |
| 2    | Belarus   | Elona Osyadowskaja Ina Schukawa Elena Tkachenka        |
| 3    | Bulgarien | Simona Pejtschewa Juliana Naidenowa Elizabeth Paysiewa |

### Ball
| Rang | Nation    | Athletin          |
| ---- | --------- | ----------------- |
| 1    | Bulgarien | Simona Pejtschewa |
| 2    | Ukraine   | Hanna Bessonowa   |
| 3    | Ukraine   | Tamara Jerofejewa |

### Keulen
| Rang | Nation    | Athletin          |
| ---- | --------- | ----------------- |
| 1    | Bulgarien | Simona Pejtschewa |
| 2    | Ukraine   | Elena Tkachenka   |
| 3    | Ukraine   | Tamara Jerofejewa |

### Reifen
| Rang | Nation    | Athletin          |
| ---- | --------- | ----------------- |
| 1    | Bulgarien | Simona Pejtschewa |
| 2    | Ukraine   | Hanna Bessonowa   |
| 3    | Ukraine   | Tamara Jerofejewa |

### Seil
| Rang | Nation    | Athletin          |
| ---- | --------- | ----------------- |
| 1    | Ukraine   | Tamara Jerofejewa |
| 2    | Bulgarien | Simona Pejtschewa |
| 3    | Ukraine   | Hanna Bessonowa   |

### Medaillenspiegel
| Rang | Nation    | Gold | Silber | Bronze | Gesamt |
| ---- | --------- | ---- | ------ | ------ | ------ |
| 1    | Ukraine   | 3    | 3      | 5      | 11     |
| 2    | Bulgarien | 3    | 2      | 1      | 6      |
| 3    | Belarus   | -    | 1      | -      | 1      |